# Shuyukh al-Arrub
Shuyukh al-Arrub (àrab: شيوخ العروب, Xuyūẖ al-ʿArrūb) és una vila palestina de la governació d'Hebron, a Cisjordània, situada 14 kilòmetres al nord-est d'Hebron. Segons l'Oficina Central Palestina d'Estadístiques tenia 2.047 habitants el 2016. Les instal·lacions d'atenció primària de salut del poble són designades pel Ministeri de Salut com a nivell 2.